# Costa Rica i olympiska sommarspelen 1996
Costa Rica deltog i de olympiska sommarspelen 1996 med en trupp bestående av 11 deltagare, varav en tog en medalj.

## Cykling
Herrarnas terränglopp
- José Andres Brenes
  - Final — 2:25:51 (→ 6:e palts)

## Friidrott
Herrarnas maraton
- José Luis Molina — 2:17.49 (→ 24:e plats)

Damernas 400 meter
- Zoila Stewart
  - Heat — 52.66 (→ gick inte vidare)

## Judo
Herrarnas lättvikt (-71 kg)
- Henry Nuñez

Herrarnas halv tungvikt (-95 kg)
- Ronny Gómez

## Kanotsport
Slalom
Herrarnas K-1 slalom
- Roger Madrigal

Damernas K-1 slalom
- Gilda Montenegro

## Simhopp
Damernas 3 m
- Daphne Hernández
  - Kval — 151,11 (→ gick inte vidare, 30:e plats)

Damernas 10 m
- Daphne Hernández
  - Kval — 217,77 (→ gick inte vidare, 26:e plats)